# Lemurorchis madagascariensis
Lemurorchis madagascariensis är en orkidéart som beskrevs av Friedrich Fritz Wilhelm Ludwig Kraenzlin. Lemurorchis madagascariensis ingår i släktet Lemurorchis och familjen orkidéer. Inga underarter finns listade i Catalogue of Life.